# Штайндаммские ворота
Штайндаммские ворота (нем. Steindammer Tor) были расположены в Кёнигсберге на Каменной плотине и артериальной дороге в Пиллау.

## История
В средние века на городских рвах находилась стена «Steindammsches». Во времена роста и расширения города ворота были перестроены, в 1630 году они получили название «Steindammsches Wallentor». Эти городские ворота фортификационных сооружений в Кёнигсберге были снесены в 1912 году. После сноса станции Пиллау, они встали на пути нового здания северной станции с Ганза платц.
У этих ворот было два прохода и двое пешеходных ворот. С внутренней стороны стояла статуя Фридриха Вильгельма IV, которая позже была передана в музей крепости.
В 1820 году между Штайндаммскими воротами и Церковью Св. Николая располагались: трактир и гостевой дом «Леган», городской парк Луизенваль, гостиницы «Конрадсхоф», «Карлсруэ», «Хороший каменный двор», «Шпрехан», «Коссе» и «Нойе Блайхе».

## Галерея

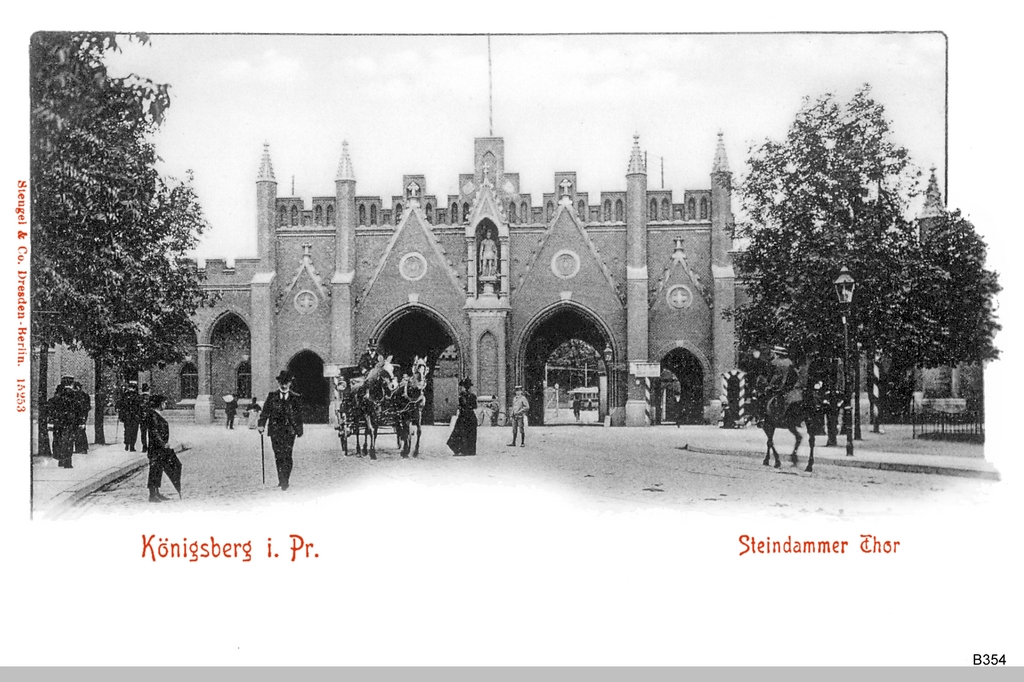
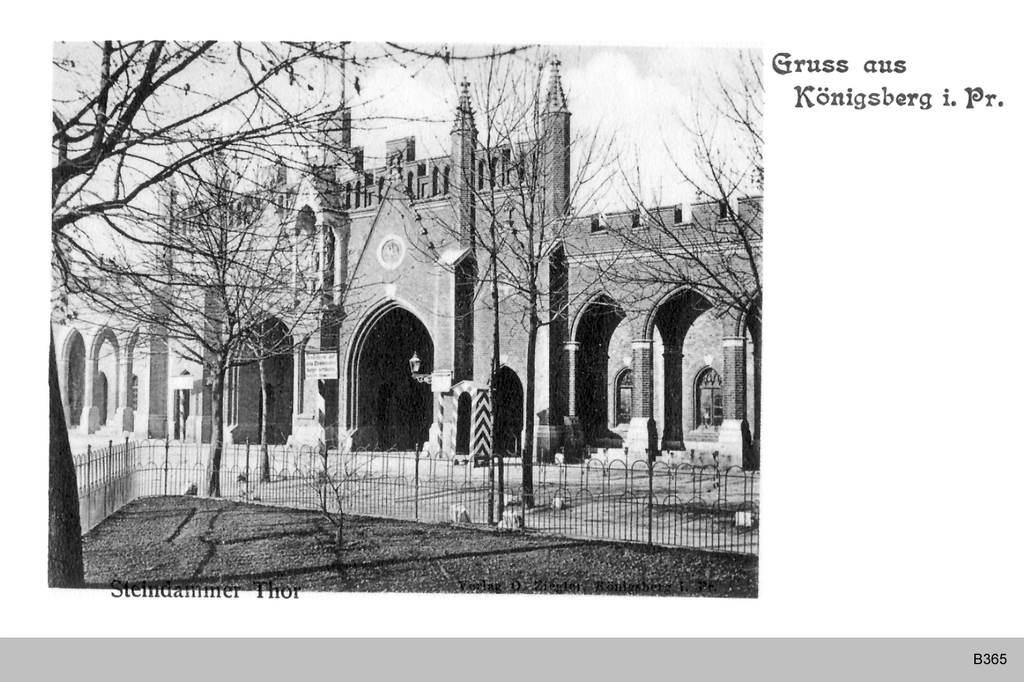
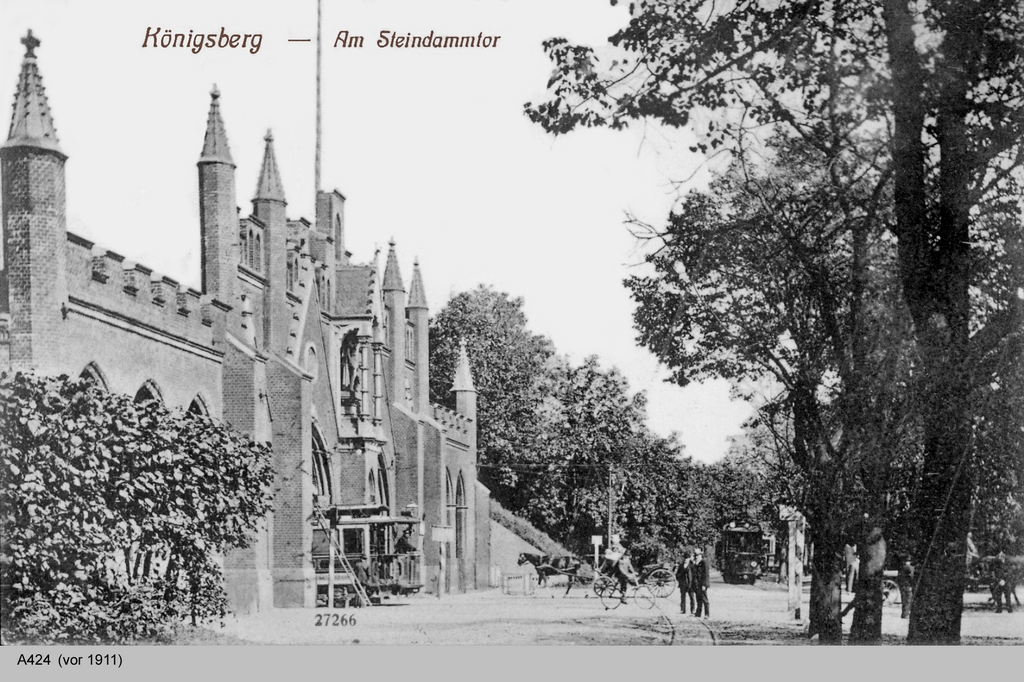
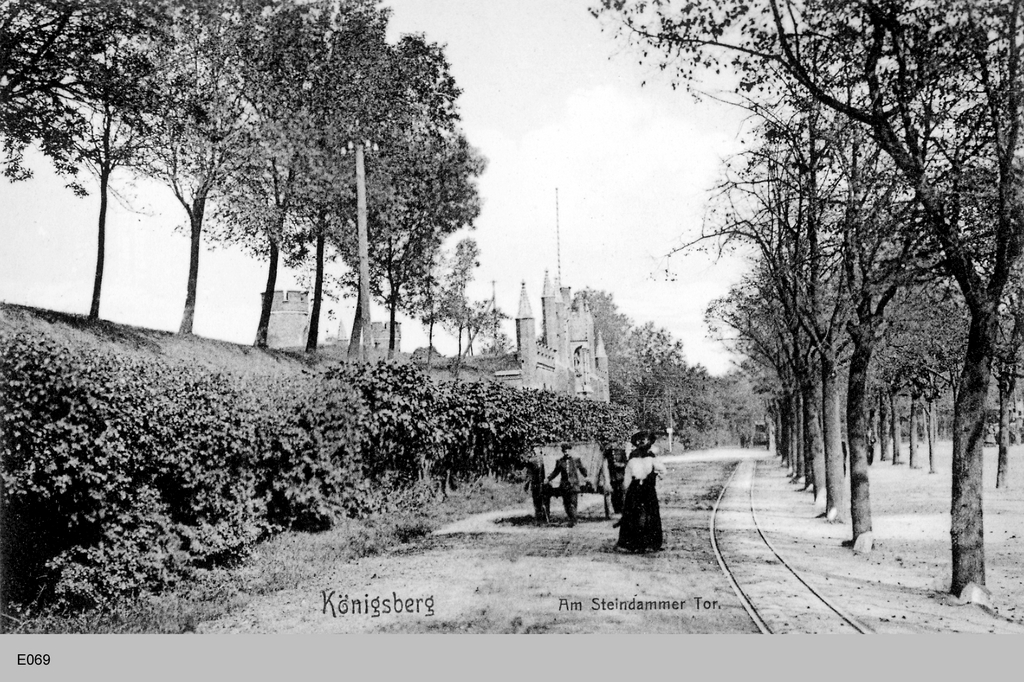
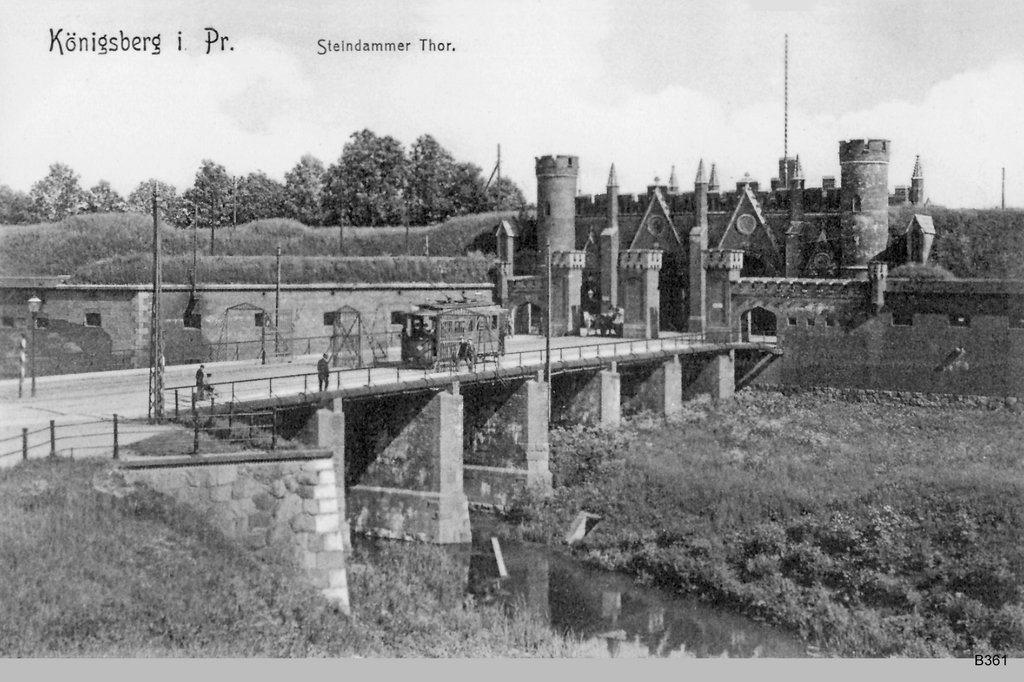
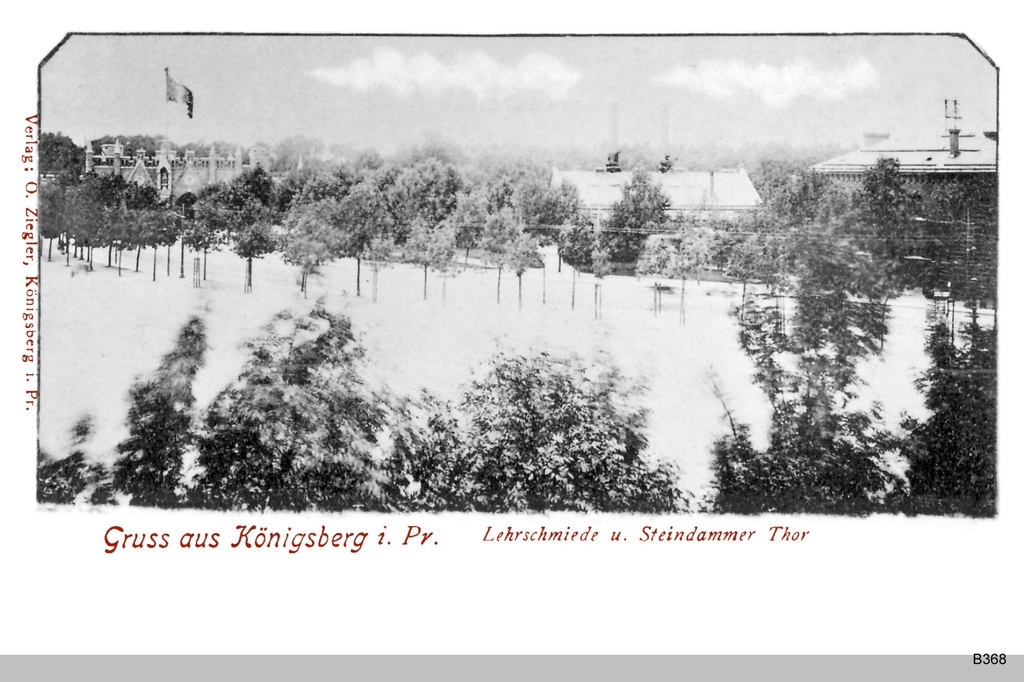